# التاريخ الدبلوماسي للحرب العالمية الأولى
شملَ التاريخ الدبلوماسي للحرب العالمية الأولى أوجه العلاقات غير العسكرية بين الفاعِلين الأساسيين خلال الحرب العالمية الأولى، وكان هؤلاء هم: بريطانيا العظمى، وفرنسا، وروسيا، وإيطاليا (بدءاً من العام 1915)، والولايات المتحدة الأمريكية (بدءاً من العام 1917). ضمّت قوات المركز ألمانيا، والإمبراطورية النمساوية المجرية، والإمبراطورية العثمانية (تركيا). كما انخرطت بعض الدول الأخرى ومستعمراتها في الصراع. كان الهدف من التفاعلات الدبلوماسية غير العسكرية والدعائية بين الدول هو حشد الدعم لقضاياها، أو لتقويض الدعم الذي يتلقاه العدو. ركّزت نشاطات الدبلوماسية خلال فترة الحرب على خمس مسائل: حملات التخريب والدعاية لإضعاف الروح المعنويّة لدى العدو؛ تعريف وإعادة تعريف أهداف الحرب، وهو الأمر الذي أصبح أصعب مع استمرار الحرب؛ استمالة الدول المحايدة (إيطاليا، الإمبراطورية العثمانية، بلغاريا، ورومانيا) إلى محور الحلفاء عبر منحهم أجزاء من أراضي العدو؛ تشجيع الحلفاء للحركات الوطنية عند الأقليات في دول المركز، خصوصاً التشيك، والبولنديين، والعرب. إضافة إلى ذلك، طُرحت عدة مقترحات سلام من قِبل الدول المحايدة، أو من طرفٍ مشتركٍ في الحرب؛ ولكن لم يتحقق أيّ منها. أرادت الدول المحايدة من مقترحات السلام التي طرحتها وضع حدّ للفظائع المرتكبة في الحرب، بينما كانت المقترحات التي قدّمتها أطراف مشتركة في الحرب مجرّد أدواتٍ دعائيّة لإثبات أنهم منطقيّون في طلباتهم وأن الأطراف الأخرى هي المتعنّتة.

## أهداف الحرب
بعد انتهاء الحرب بسنواتٍ عديدة، شاعت فكرة مغلوطة مفادها بأنّ شعوب وحكومات الدول المتحاربة رحّبت بالحرب بحماسة. ببساطة، لم يكن ذلك صحيحاً، إذ عمّ البلاد المتحاربة شعورٌ بنُذُر الشرّ. خلال الحرب في بريطانيا والولايات المتحدة -التي وقفت على الحياد في البداية- جرى تبدّل الموقف من معارضة الحرب إلى تأييدها بعد انتشار تقارير عن الفظائع التي ارتكبها الألمان بحقّ آلاف الأبرياء، اعتقالاً وقتلاً، وتدميراً للأبنية والمكتبات التاريخية. على سبيل المثال، أيّدت الناشطات المناديات بحق تصويت المرأة الحربَ مثلهنّ مثل غيرهنّ من المثقفين. توقّع البعضُ أنّ الحرب ستكون قصيرةً وبنهاية سعيدة، بل وانتشر شعار «ستنتهي الحرب مع حلول أعياد الميلاد» بعد ثلاث سنواتٍ من بدء الحرب. وجد المؤرّخون أنه «لا توجد دلائل قوية تثبت وجود الحماسة العارمة لاستقبال الحرب».

### أهداف الحرب عند الحلفاء
في العام 1914 اندلعت الحرب دون سابق إنذار، ولم يكن لدى أي طرفٍ أهدافٌ على المدى البعيد. انعقد اجتماع لهذا الغرض ضمّ سفراء فرنسا وبريطانيا ووزير الخارجية الروسي في بداية سبتمبر، خرجوا منه بنقاط عن أهداف الحرب، ورغم أنها لم تكن رسمية، فقد جسّدت الأفكار المتداولة بين الدبلوماسيين في سانت بطرسبرج، وباريس، ولندن، والحلفاء الثانويين مثل بلجيكا، وصربيا، والجبل الأسود. شملت بنود الاجتماع:
1. الهدف الرئيسي للحلفاء الثلاث هو كسر شوكة الألمان ووضع حدّ لمطالبهم بالهيمنة العسكرية والسياسية.[5]
2. تُحدّد التعديلات المتعلقة بتقسيم الأراضي وفقاً لمبادئ القومية.
3. تضمّ روسيا بعض أجزاء الإمبراطورية النمساوية المجريّة.
4. تستعيد فرنسا الإلزاس واللورين، ويمكنها إن رغبت، ضمّ أجزاء من مقاطعة الراين ومنطقة بلاتينيت.
5. شروط متعلقة بمناطق جديدة تُضمّ إلى بلجيكا والدنمارك، واستعادة مملكة هانوفر.
6. يُقام في النمسا ملكيّة ثلاثيّة، بتطوير بوهيميا إلى مملكة.
7. تضمّ صربيا كلاً مِن البوسنة، والهرسك، ودالماسيا، وشمال ألبانيا.
8. إضافة بعض الأراضي إلى بلغاريا واليونان.
9. تتقاسم كلّ من إنجلترا، وفرنسا، واليابان المستعمرات الألمانية.
10. تدفع ألمانيا والنمسا تعويضات الحرب.

لم يصدر تصريحٌ رسميّ يوضح أهداف الحلفاء في الحرب. بقيت الاتفاقيات السريّة طيّ الكتمان حتى اندلاع الثورة البلشفية واستيلائها على الحكم في روسيا في نوفمبر 1917، وبدأت بنشر تلك الاتفاقيات. لطالما اعتقد الاشتراكيون أن الرأسماليين هم مَن أشعل فتيل الحرب ليملؤوا جيوبهم من عائداتها، وقد أشعلت الوعود باقتطاع أراضي الدول ومنحها للأطراف المتحاربة لهيب الحركات اليسارية في العالم. استردّ الرئيس الأمريكي وودرو ويلسون بعض المبادرة في يناير 1918 عندما أعلن عن المبادئ الأربعة عشر، والتي يدعو أوّلها إلى أن «تقوم العلاقات الدولية على مواثيق سلام علنية، يُتوصّل إليها علناً، وبعدها لا تُعقد تفاهمات دولية سرية من أي نوعٍ بل يُلجأ إلى الدبلوماسية التي تجري تحت سمع وبصر العامّة».

يعتقد المؤرّخ هيو ستراشان أن أهداف الحرب التي تمحورت حول المكاسب الإقليمية لم تكن ذات أهمية أصلاً، فهي لم تتسبّب بنشوب الحرب ولم تغيّر مجرى سيرها. بدلاً من ذلك، يقول:
«كانت الأفكار الكبرى، مهما اكتست باللهجة الخطابيّة، هي ما صاغ أغراض الحرب بشكلٍ مباشر وتام أكثر ممّا فعلت الأهداف المحددة. وفقاً للكاتب إيتش جي ويلز، "نحن نحارب، لا لندمّر دولةً، بل لنقضي على مجموعةِ أفكار. فعملنا يتلخص في وأد الأفكار. والغرض الرئيسي من هذه الحرب هو الدعاية، وتدمير بعض المعتقدات وخلق بعضها الآخر"».

### أهداف الحرب عند الألمان
لم يضع الألمان أبداً مجموعة متكاملة من أهداف الحرب. على أي حال، ففي سبتمبر 1914، وضع كورت ريتسلر، وضع كبير مساعدي المستشار الألماني تيوبالد فون بيتمان-هولفيج، موجزاً لبعض الأفكار المحتملة، أطلق عليها المؤرّخون اسم «برنامج سبتمبر». أكّد هذا البرنامج على المكاسب الاقتصادية، بجعل كامل أوروبا الوسطى وأوروبا الغربية سوقاً مشتركة تسيطر عليها ألمانيا وتستفيد منها. وتصبح بلجيكا دولةً تابعةً، تُبنى فيها قواعد بحرية لتهديد إنجلترا، وتنتزع ألمانيا أغلب مناطق أوروبا الشرقية من روسيا –وهو الأمر الذي تحقق في العام 1918. ويُفرض على فرنسا دفع تعويضات حربٍ تكبّلها وتجعلها تابعةً اقتصادياً لألمانيا. تصبح هولندا دولةً تابعةً، وتُستبعد التجارة البريطانية. تُعيد ألمانيا بناء إمبراطوريتها الاستعمارية في أفريقيا. لم تتحقق الأفكار التي أوجزها ريتسلر بشكل كامل، ولم يؤيّدها المستشار بيتمان-هولفيج، ولم تُقدّم أمام أي هيئة رسمية ولم يُوافق عليها. صيغت هذه الأفكار بشكل مرتجلٍ بعد اندلاع الحرب، ما يعني أن تلك الأفكار لم تُطرَح للنقاش في خطة قبل الحرب، كما يزعم المؤرّخ فريتس فيشير. على أي حال، لا تشير هذه الأفكار إلى أنه في حال انتصرت ألمانيا في الحرب كانت ستتخذ سياسة هيمنةٍ عدائيةً في أوروبا. ولكن ما حصل فعلاً هو أن ألمانيا نحت منحىً صارماً في سياستها في بلجيكا وفرنسا اللتين احتلّتهما في العام 1914، وفي معاهدة بريست ليتوفسك التي فرضتها على روسيا في العام 1917.
فرضت حالة اللا انفراج العسكرية في نهاية العام 1914 الحاجة الملحّة إلى إعادة النظر في الأهداف بعيدة المدى. خلصت بريطانيا، وفرنسا، وروسيا، وألمانيا -كلّ على حدة- أن هذه الحرب ليست حرباً تقليدية ذات أهداف محدودة. بناءً على ذلك، قررت بريطانيا، وفرنسا، وروسيا الالتزام بهدفٍ محدد، وهو تدمير القوة العسكرية الألمانية، وإنهاء هيمنتها في أوروبا. بعد شهر من نشوب الحرب، اتفقت بريطانيا، وفرنسا، وروسيا على ألا تعقد اتفاقات سلامٍ منفردة مع ألمانيا، وبدأ النقاش بخصوص استمالة بعض الدول الأخرى إلى خوض الحرب في صفهم مقابل منحها بعض المكاسب الإقليمية. على كل حال، وكما لاحظت باربرا يلافيتش، «طوال مدة الحرب، نُفّذت العمليات الروسية دون تنسيق حقيقي أو تخطيط مشترك مع القوى الغربية». يجدر بالذكر إذن أنه لم توجد إستراتيجية تعاونٍ ثلاثية، ولم يكن ثمة تعاون يُذكر بين بريطانيا وفرنسا قبل العام 1917.